# Damián Iguacén Borau
Damián Iguacén Borau (Fuencalderas, província de Saragossa, 12 de febrer de 1916 - 24 de novembre de 2020, Osca) va ser un clergue espanyol, bisbe emèrit de la diòcesi de San Cristóbal de La Laguna, Tenerife. Quan va morir era el bisbe de major edat de l'Església Catòlica.
Cursà estudis en el Seminari Conciliar de la Santa Cruz d'Osca. El 7 de juny de 1941 va ser ordenat sacerdot, exercint en els pobles aragonesos de Ibieca i Torla (Osca). Va ocupar diverses labors en l'Església Basílica de Santa Engràcia i l'episcopat de Saragossa, en Tardienta (Osca) i en el Seminari, la parròquia de Sant Lli, la Basílica de San Llorenç, la Catedral i el bisbat d'Osca.
El 14 d'agost de 1970 és preconitzat bisbe de la Diocesì de Barbastre., sent consagrat bisbe l'11 d'octubre de 1970 en la Catedral de Santa Maria de l'Assumpció de Barbastre. El 23 de setembre de 1974, és nomenat bisbe de la Diòcesi de Terol i d'Albarrasí. Sent bisbe de Terol, va participar en la Comissió Central de Límits Diocesans de la Conferència Episcopal Espanyola i fou president de la Comissió Interdiocesana para l'estudi dels límits de l'Església en Aragó, creada en 1980.
El 14 d'agost de 1984 es converteix en bisbe de la Diòcesi de Tenerife, fins a la seva renúncia per edat, que va tenir lloc el 12 de juny de 1991.
Va presidir la Comissió Episcopal de Patrimoni Cultural de la Conferència Episcopal Espanyola entre els anys 1984 a 1993.
Va publicar diversos estudis i llibres sobre el patrimoni històric, entre altres Fuencalderas (1979), L'Església i el seu patrimoni cultural (1984), Diccionari del Patrimoni Cultural de l'Església (1991).
Va morir el 24 de novembre de 2020, en la seva residència a Osca, a l'edat de 104 anys.